# Trichocoroninae
 Trichocoroninae   R.M. King & H. Rob., 1980 è una sottotribù di piante spermatofite dicotiledoni appartenenti alla famiglia delle Asteraceae (sottofamiglia Asteroideae, tribù Eupatorieae).

## Etimologia
Il nome di questa sottotribù deriva dal suo genere più importante (Trichocoronis A. Gray, 1849) a sua volta formato da due parole greche: ”trichos” ( = capelli) e ”koronos” ( = corona) e fa riferimento alla particolare forma del pappo dei frutti delle sue specie
Il nome scientifico di questa sottotribù è stato definito per la prima volta dai botanici Robert Merrill King (1930-2007) e Harold Ernest Robinson  (1932-) nella pubblicazione  “Phytologia; Designed to Expedite Botanical. 46(7): 446 (1980)”  pubblicata a New York nel 1978.

## Descrizione
Le specie di questa sottotribù sono delle erbe acquatiche (o sub-acquatiche) erette e ascendenti con cicli biologici perenni. La ramificazione al di sopra della base può essere scarsa.
Le foglie (sessili) lungo il caule sono disposte in modo opposto, qualche volta sono verticillate.
Le infiorescenze sono composte da singoli capolini su lunghi peduncoli. I capolini sono formati da un involucro composto da squame persistenti disposte in modo embricato al cui interno un ricettacolo fa da base ai fiori tutti tubulosi. Il ricettacolo, convesso o conico, è privo di pagliette a protezione della base dei fiori, ed è verrucoso ma glabro.
I fiori sono tetra-ciclici (con quattro verticilli: calice – corolla – androceo – gineceo) e pentameri (ogni verticillo è composto da cinque elementi). Sono inoltre actinomorfi e ermafroditi. I fiori per capolino variano da 50 fino a 125 (vedi tabella).
Formula fiorale: per queste piante viene indicata la seguente formula fiorale:
* K 0/5, C (5), A (5), G (2), infero, achenio
I sepali del calice sono ridotti ad una coroncina di squame
I lobi delle corolle sono papillosi sulla faccia interna e in cima e sui margini della faccia esterna.
L'androceo è formato da 5 stami con filamenti liberi e antere saldate in un manicotto circondante lo stilo. Le appendici apicali delle antere sono circa lunghe quanto larghe.
Il gineceo ha un ovario uniloculare infero formato da due carpelli.. La base dello stilo non è ingrossata ed è glabra. Gli stigmi sono strettamente lineari; sono lievemente clavati e più piatti verso l'apice; la superficie è densamente papillosa. Le linee stigmatiche sono marginali.
I frutti sono degli acheni con pappo. La forma dell'achenio è prismatica con 5 coste. Il carpoforo normalmente è visibile; talvolta è sormontato da un anello. Il pappo è formato da corte setole e formano una corona; talvolta il pappo è assente.

### Struttura dei fiori
La tabella indica per ogni genere il numero di squame (e su quante serie sono disposte) dell'involucro, il numero di fiori dell'infiorescenza e la struttura del pappo.
| Genere        | No. squame | No. serie squame | No. fiori | Pappo                                           |
| ------------- | ---------- | ---------------- | --------- | ----------------------------------------------- |
| Trichocoronis | circa 30   | 2 - 3            | 75 - 125  | uniseriato con circa 2 - 6 corte setole barbate |
| Shinnersia    | 25 - 30    | 2 - 3            | 90 - 100  | (assente)                                       |
| Sclerolepis   | 22 - 25    | biseriate        | circa 50  | con 5 scaglie indurite                          |

## Distribuzione e habitat
Le specie di questa sottotribù vivono prevalentemente tra gli USA meridionali/orientali e il Messico in habitat relativi a quelle zone.

## Biologia
- Impollinazione: l'impollinazione avviene tramite insetti (impollinazione entomogama).
- Riproduzione: la fecondazione avviene fondamentalmente tramite l'impollinazione dei fiori (vedi sopra).
- Dispersione: i semi cadendo a terra (dopo essere stati trasportati per alcuni metri dal vento per merito del pappo, se presente – disseminazione anemocora) sono successivamente dispersi soprattutto da insetti tipo formiche (disseminazione mirmecoria). Essendo piante acquatiche la dispersione è prevalentemente idrocora.

## Tassonomia
La famiglia di appartenenza di questo gruppo (Asteraceae o Compositae, nomen conservandum) è la più numerosa del mondo vegetale, comprende oltre 23000 specie distribuite su 1535 generi (22750 specie e 1530 generi secondo altre fonti). La sottofamiglia Asteroideae è una delle 12 sottofamiglie nella quale è stata suddivisa la famiglia Asteraceae, mentre Eupatorieae è una delle 21 tribù della sottofamiglia. La tribù Eupatorieae a sua volta è suddivisa in 17 sottotribù (Trichocoroninae è una di queste)

### Filogenesi
Le specie di questo gruppo si distinguono soprattutto per la loro natura acquatica (o semi-acquatica) e il particolare numero cromosomico (distintivo rispetto alle altre sottotribù). Da un punto di vista filogenetico i dati ricavati dalle analisi del DNA confermano l'inserimento di questa sottotribù in un gruppo comprendente anche le sottotribù Oxylobinae e Neomirandeinae.
Il numero cromosomico delle specie di questa sottotribù è (circa) 2n = 30.

### Composizione della sottotribù
La sottotribù comprende 3 generi e 4 specie.

| Genere                               | N. specie                                                | Distribuzione       |
| ------------------------------------ | -------------------------------------------------------- | ------------------- |
| Sclerolepis Cass., 1816              | 1 sp. (S. uniflora (Walter) Britton, Sterns & Poggenb. ) | endemismo degli USA |
| Shinnersia R.M. King & H. Rob., 1970 | 1 sp. (S. rivularis (A. Gray) R.M. King & H. Rob. )      | USA e Messico       |
| Trichocoronis A. Gray, 1849          | 2 spp.                                                   | USA e Messico       |

### Chiave per i generi
Per meglio comprendere ed individuare i vari generi della sottotribù l'elenco seguente utilizza il sistema delle chiavi analitiche:
- Gruppo 1A: il pappo è assente; il tubo della corolla è stretto e finisce bruscamente in una gola campanulata;

genere Shinnersia
- Gruppo 1B: il pappo è formato da corte setole oppure da 5 ampie scaglie; il tubo della corolla è relativamente corto e termina con una lunga gola tubulare o a forma d'imbuto;

- Gruppo 2A: il pappo è formato da 5 ampie scaglie; le foglie sono verticillate con una lamina a forma lineare e contorno intero; le infiorescenze sono formate da capolini solitari; la superficie degli acheni è cosparsa solamente di ghiandole puntate;

genere Sclerolepis
- Gruppo 2B: il pappo è formato da corte setole; le foglie lungo il caule sono disposte in modo opposto, qualche volta nella parte superiore sono alternate; la lamina ha una forma oblunga e contorno seghettato; le infiorescenze sono formate da capolini solitari anche posti su lasse ramificazioni; la superficie degli acheni è cosparsa da setole con apici acuti;

genere Trichocoronis